# Любов за Лидия
„Любов за Лидия“ (на английски: Love for Lydia) е британски телевизионен сериал (романтична драма), който се излъчва по ITV през 1977 г. с 13 епизода, базиран по едноименния роман на Х.Ъ.Бейтс.
Номиниран е за наградата БАФТА за операторска работа, сценография, дизайн на костюми, осветление, монтаж през 1987 г.

## „Любов за Лидия“ В България
В България сериалът започва излъчване на 17 декември 2012 г. по БНТ 1. с български дублаж на продуцентски център „Външна телевизионна продукция“. Прави следващи повторения по същата телевизия на 3 юли 2013 г. и 26 май 2014 г. и по БНТ 2 на 9 август 2013 г. Екипът се състои от:
| Преводач            | Ралица Ботева                                                                |
| Редактор            | Елисавета Каменова                                                           |
| Тонрежисьор         | Адриана Червенкова                                                           |
| Режисьор на дублажа | Елена Русалиева                                                              |
| Озвучаващи артисти  | Ася Братанова Радосвета Василева Камен Асенов Владимир Пенев Николай Николов |